# Prasa kolanowa

Mechanizm prasy kolanowej

Prasa kolanowa – rodzaj prasy o sztywnej konstrukcji, której ruch posuwisto-zwrotny stempla generowany jest przez mechanizm kolanowy.